# Curtiss-Wright Corporation
 (octobre 2022).
Si vous disposez d'ouvrages ou d'articles de référence ou si vous connaissez des sites web de qualité traitant du thème abordé ici, merci de compléter l'article en donnant les références utiles à sa vérifiabilité et en les liant à la section « Notes et références ».
Pour les articles homonymes, voir Curtis et Wright.
Curtiss-Wright Corporation était le plus grand constructeur d'avions américain à la fin de la Seconde Guerre mondiale.
Elle est devenue aujourd'hui un constructeur d'actionneurs, de valves et de moteurs dont le siège social se trouve à Roseland (New Jersey). La société offre en outre un vaste programme de travail du métal. Ses clients proviennent principalement des secteurs de la défense, du transport aérien et de l'énergie nucléaire.
Curtiss-Wright Corporation se classait en 2023 au 60e rang mondial pour la production d'armement.

## Historique
La société Curtiss-Wright est créée le 5 juillet 1929, en fusionnant 12 compagnies associées à la Curtiss Aeroplane and Motor Company de Buffalo (État de New York), et à la Wright Aeronautical de Dayton (Ohio). Son siège social se trouvait à Buffalo. Avec un capital de 75 millions de dollars, il s'agissait de la plus grande compagnie aéronautique des États-Unis.
La société comptait trois divisions principales :
- la Curtiss-Wright Airplane Division, qui fabriquait des cellules d'avions ;
- la Wright Aeronautical Corporation, qui produisait des moteurs aéronautiques ;
- la Curtiss-Wright Propeller Division, qui fabriquait des hélices. Après 1929, la plupart des moteurs produits par la nouvelle compagnie étaient connus sous le nom de Wright, tandis que le nom Curtiss était donné à la plupart des avions, avec quelques exceptions.

Tout au long des années 1930, Curtiss-Wright dessina et construisit des avions pour les marchés militaires, commerciaux et privés. Mais ce fut la branche construisant les moteurs Wright et sa longue relation avec l'armée américaine qui aidera la compagnie à travers les années difficiles de la Grande Dépression. En 1937, la société développa le chasseur P-36, qui donna lieu à la plus grande commande d'avions jamais passée en temps de paix par l'US Army Air Corps. Curtiss-Wright vendit aussi le P-36 à l'étranger, où il fut utilisé dans les premières phases de la Seconde Guerre mondiale.
Pendant la Seconde Guerre mondiale, Curtiss-Wright employait 180 000 personnes et produisit 146 000 hélices d'avions, 280 000 moteurs d'avions et plus de 29 000 avions. Durant cette période, elle devint la deuxième plus grande société des États-Unis (derrière General Motors), avec un chiffre d'affaires annuel dépassant 1 milliard de dollars pendant deux années consécutives.
La production d'avions a inclus presque 14 000 chasseurs P-40, rendus célèbres par leur utilisation en Chine par les Flying Tigers (Tigres volants) de Claire Chennault, plus de 3 000 avions de transport Curtiss C-46 Commando, et plus tard au cours du conflit, plus de 7 000 Curtiss SB2C Helldiver. Son succès le plus spectaculaire fut le chasseur P-40, connu sous les divers surnoms de Warhawk, Tomahawk et Kittyhawk, construits entre 1940 et 1944 dans le principal centre de production à Buffalo. La principale production d'avions se trouvait à Buffalo, avec d'autres usines de production de cellules à Columbus (Ohio), Saint-Louis (Missouri), et Louisville (Kentucky). La fabrication des moteurs et des hélices avait lieu dans des usines du New Jersey, de la Pennsylvanie et de l'Ohio.
En mai 1942, le gouvernement américain attribua à Curtiss-Wright une usine à Louisville (Kentucky), afin de produire l'avion cargo C-76 Caravan, qui était principalement construit en bois, c'est-à-dire un matériau non stratégique. Toutefois, à la suite de difficultés avec le C-76 (dont un crash avec un modèle de production à la mi-1943), ainsi que de la prise de conscience que des quantités suffisantes d'alliages d'aluminium pour avion seraient disponibles pour la production de guerre, les plans de production à grande échelle du C-76 furent rejetés. L'usine de Louisville fut convertie à la production du C-46 Commando, livrant finalement 438 Commandos en plus des environ 2 500 C-46 produits à Buffalo. L'avion cargo C-46 était doté de deux puissants moteurs en étoile et pouvait transporter plus de chargement à de plus hautes altitudes que n'importe quel autre avion allié. Il fut largement utilisé dans le secteur Chine-Birmanie-Inde.

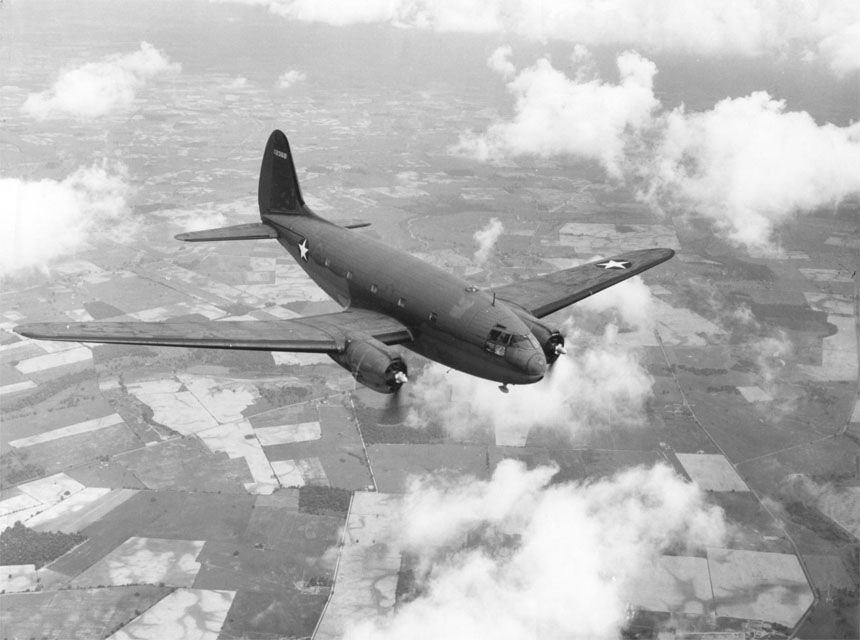
Curtiss C-46 "Commando" en vol

Curtiss-Wright a échoué dans sa transition vers la conception et la production d'avions à réaction, malgré plusieurs tentatives. Durant la guerre, la compagnie n'avait pas investi autant qu'elle aurait dû dans la recherche et le développement, consacrant la majorité de ses ressources au respect des commandes de production. Ceci fut spécialement vrai durant les deux premières années de la guerre, quand Curtiss-Wright obtient la plupart de ses contrats gouvernementaux en matière d'aviation, et produisait presque autant d'avions que tout le reste de l'industrie aéronautique. Les autres compagnies disposèrent ainsi de temps pour concevoir des avions plus avancés et renforcer lentement leurs lignes de production. La technologie aéronautique progressait alors très rapidement, et un retard technologique de un ou deux ans faisait toute la différence. Le coup fatal fut le choix du Northrop F-89 Scorpion au lieu du Curtiss-Wright XF-87 Blackhawk ; après l'annulation du F-87 le 10 octobre 1948, Curtiss-Wright ferma son entière division aéronautique et en vendit l'actif à la North American Aviation.
Tandis que ces évènements marquaient la fin de la prééminence de Curtiss-Wright dans l'industrie aéronautique, une externalisation notable concerna le laboratoire de recherche aérien de Curtiss-Wright, fondé en 1943 près de l'usine principale à l'aéroport de Buffalo. À l'occasion du démantèlement de la division cellules d'avions, le laboratoire fut donné à l'université Cornell, accompagné d'une donation destinée à finir la construction d'un tunnel aérodynamique transsonique. Les laboratoires Cornell Aeronautical Labs, ou CAL comme ils étaient connus, furent finalement externalisés de l'université en une compagnie privée, la Calspan Corporation, qui a été à l'origine ultérieurement de nombreuses innovations dans le domaine du vol et de la sécurité. Pour une société aéronautique qui a principalement échoué en raison de son insuffisance de recherche et développement durant la seconde guerre mondiale, il est ironique que sa division de recherche aéronautique soit l'une des rares parties de l'entreprise à avoir survécu jusqu'à nos jours.
Après que le gouvernement ait confié le développement du réacteur Whittle à General Electric, la compagnie se concentra sur la production de moteurs et d'hélices pour le transport militaire et les avions de ligne civils. Avec la fin approchant des gros moteurs d'avion à piston, Curtiss-Wright avait besoin d'un nouveau concept. Curtiss-Wright acquit en 1958 auprès de NSU les droits du moteur Wankel rotatif comme possible moteur d'avion et aussi comme moteur d'automobile prévu pour le AMC Pacer. Pour ce projet d'ingénierie innovatif majeur, Curtiss-Wright se reposait en grande partie sur la direction de conception de l'ingénieur Max Bentele de NSU-Wankel. Les difficultés de conception furent très importantes et finalement le projet Wankel fut mis en sommeil.
En 1956, Studebaker-Packard Corporation (en), 5e constructeur automobile des États-Unis, alors en difficultés financières, et afin d'éviter la faillite, conclut un accord de management avec Curtiss-Wright qui reprend entre autres les contrats d'armements. L'accord dura jusqu'en 1959, lorsque Curtiss-Wright y mit fin.
Le passage des avions civils à la propulsion à réaction ne laissa qu'une petite partie de ses anciennes activités à la compagnie qui, durant les années 1960, consacra sa production à la réalisation de composants aéronautiques et d'autres types d'équipement, tels que les sous-marins nucléaires, une activité qui était encore assurée en 2009.

### AuXXIesiècle
En 2002, Curtiss-Wright acquiert Penny & Giles, un fournisseur de boîtes noires et d'appareils de détection.
En 2003, Curtiss-Wright acquiert Systran Corporation, un fournisseur de matériels de communications hautement spécialisés, pour des systèmes en temps réel.
En 2010, Curtiss-Wright acquiert Hybricon Corporation (en) pour 19 millions de dollars. Hybricon est un fournisseur de matériel électronique.
En 2011, Curtiss-Wright acquiert Acra Control, basé en Irlande, pour 61 millions de dollars. Acra Control est un fournisseur de systèmes et de réseaux d'acquisition de données.
Début 2013, Curtiss-Wright acquiert Exlar Corporation pour 85 millions de dollars. Exlar est un concepteur et fabricant d'actionneurs électriques. En octobre 2013, Curtiss-Wright achève l'acquisition de Parvus Corporation, une branche d'Eurotech, pour 38 millions de dollars.
En 2022, Curtiss-Wright fait l'acquisition de la ligne de produit "Système d'arrêt" auprès du géant français Safran. Composé d'un site à Merpins (Charente, France) et d'un site à Aston (USA, Pennsylvanie), Curtiss a intégré au sein de sa division EMS le leader mondial des systèmes d'arrêt d'urgence pour avion de chasse.

## Les avions produits par Curtiss-Wright Corporation (liste alphabétique)
- C-46 Commando
- C-76 Caravan
- F6C (en)
- F7C Seahawk (en)
- F9C Sparrowhawk
- JN-4 Jenny
- P-36 Hawk
- P-40 Warhawk
- P-60
- SB2C Helldiver
- SBC Helldiver
- SC Seahawk
- Curtiss-Wright CW-22
- SO3C Seamew
- SOC Seagull
- T-32 Condor II
- X-19A